# Ogchul Island
Ogangen Island ist eine Insel der zu den Aleuten gehörenden Fox Islands. Die etwa 800 m lange Insel liegt etwa 7 km von der Südküste Umnaks entfernt.